# Федоровська Перша сільська рада
Фе́доровська Перша сільська рада (рос. Фёдоровский Первый сельский совет) — сільське поселення у складі Сарактаського району Оренбурзької області Росії.
Адміністративний центр — село Федоровка Перша.

## Населення
Населення — 773 особи (2019; 821 в 2010, 748 у 2002).

## Склад
До складу сільської ради входять:
| Населений пункт       | Населення, осіб (2002) | Населення, осіб (2010) |
| --------------------- | ---------------------- | ---------------------- |
| Редькин, хутір        | 105                    | 116                    |
| Сіяльтугай, присілок  | 79                     | 103                    |
| Федоровка Перша, село | 564                    | 602                    |